# Sione Mateialona
Sione Mateialona (zm. 1927) – tongański polityk, premier w latach 1905–1912.
Wnuk króla Jerzego Tupou I, wuj Jerzego Tupou III (za panowania którego był premierem). Jego ojciec pochodził jednak z nieprawego łoża, przez co Sione Mateialona nie pełnił żadnych funkcji plemiennych. Za panowania Salote Tupou III pełnił ważne funkcje państwowe, m.in. w 1918 został z jej nominacji gubernatorem Haʻapai. W 1921 lub 1924 został przez nią awansowany do stanu szlacheckiego. Zmarł trzy lata później.